# Bereza
Bereza, Bereza Kartuska (biał. Бяроза, Biaroza; ros. Берёза, Bierioza) – miasto na Białorusi, w obwodzie brzeskim, siedziba rejonu bereskiego. Miejscowość leży nad rzeką Jasiołdą, przy linii kolejowej Brześć – Baranowicze. W 2010 roku liczyła ok. 29,4 tys. mieszkańców.

## Historia

### I Rzeczpospolita

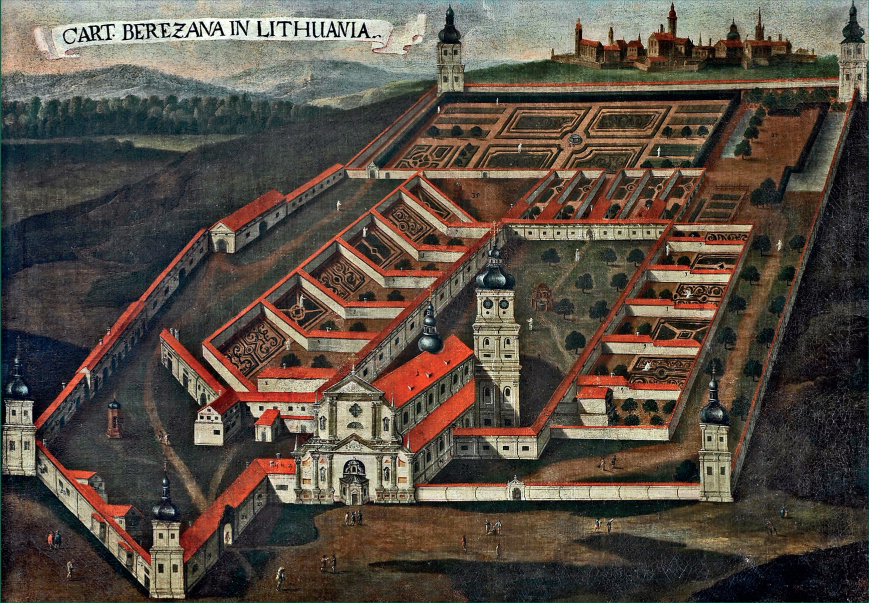
Klasztor kartuzów w XVIII w.

Klasztor kartuzów ufundował podkanclerzy litewski Kazimierz Leon Sapieha w roku 1648. Kamień węgielny pod budowę klasztoru poświęcił nuncjusz apostolski Giovanni de Torres (abp adrianopolitański). Kartuzja budowana była przez architekta sprowadzonego z Włoch. Uposażenie klasztoru (okoliczne miasteczka, wsie, wody i lasy) zatwierdził sejm w 1653 roku. Po zakończeniu budowy kościoła klasztornego konsekrował go biskup wileński Aleksander Kazimierz Sapieha dnia 6 czerwca 1666 roku. Kościół wraz z eremami otoczony został wałami tak, że całość miała kształt sześciokątnej twierdzy. W 1706 roku car Piotr I Wielki wraz z Augustem II zajęli klasztor z wojskiem. W klasztorze pozostał garnizon 1500 dragonów. Klasztor został zdobyty przez wojska króla Szwecji Karola XII w dniu 28 kwietnia 1706 roku. Karol XII w klasztorze spędził dzień 30 kwietnia.
Prywatne miasto duchowne położone było w końcu XVIII wieku powiecie brzeskolitewskim województwa brzeskolitewskiego.
W 1629 roku społeczność żydowska wybudowała w Berezie swą pierwszą synagogę. W 1766 roku gmina żydowska liczyła 242 osób, w 1847 roku – 515, w 1897 roku – 2623.

### Pod zaborami

Napoleon Orda, Klasztor obronny Kartuzów (XIX w.)

Miejscowość zajęta w III rozbiorze Polski przez carską Rosję. Administracyjnie leżała w powiecie prużańskim guberni grodzieńskiej. Po powstaniu listopadowym w 1831 roku nastąpiła kasata klasztoru. Później kościół klasztorny służył jako kościół parafialny dekanatu prużańskiego.
Stacja kolejowa drogi żelaznej moskiewsko–brzeskiej między Liniewem a Kosowem. Wcześniej, gdy funkcjonowała poczta konna, była tu stacja pocztowa między pobliskimi stacjami Swadbicze i Zapole. Poczta konna obsługiwała trasę aż do Moskwy.

### II Rzeczpospolita

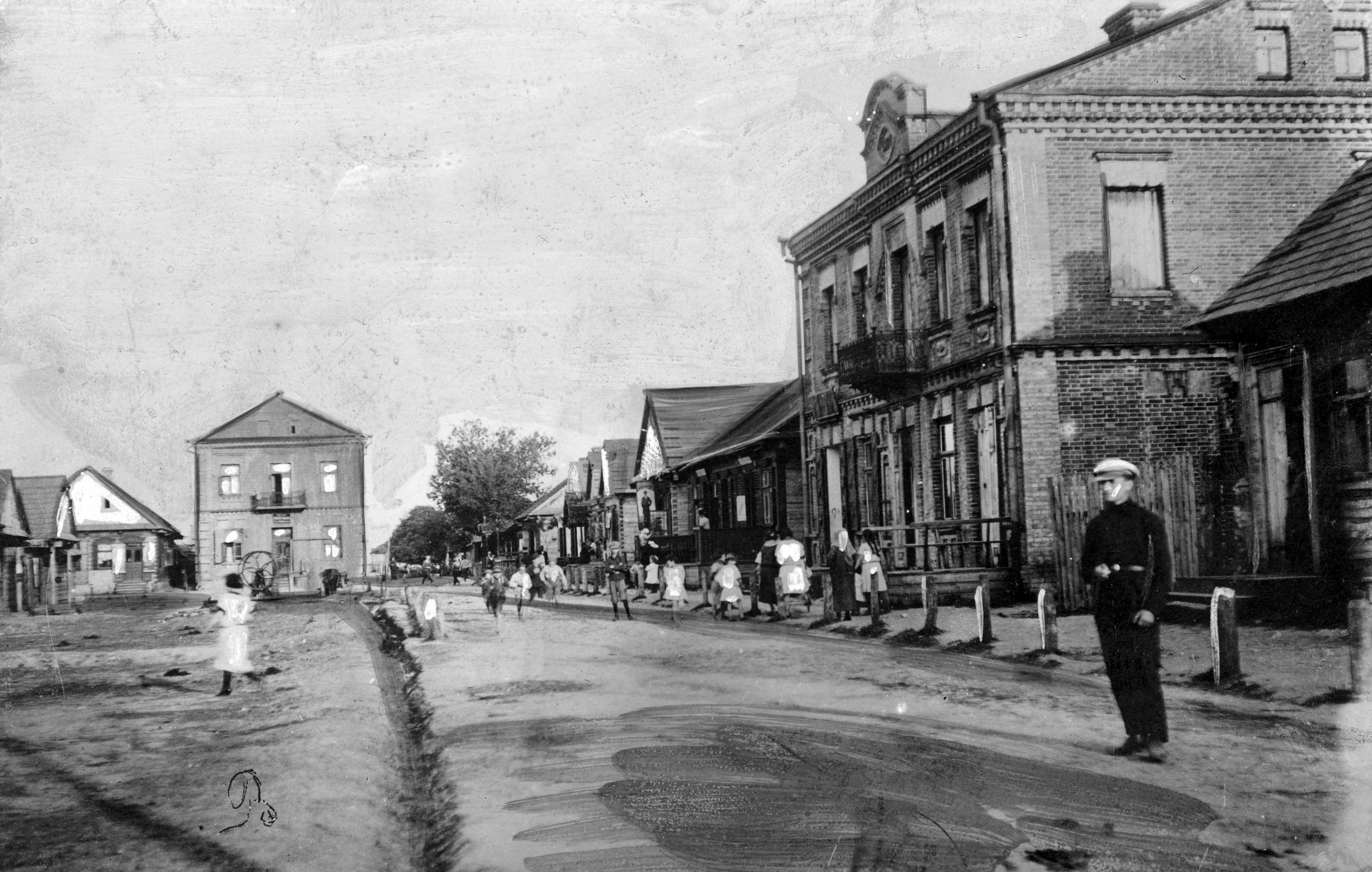
Rynek za czasów II RP

Na początku 1919 roku Berezę Kartuską zajęli bolszewicy. 14 lutego 1919 roku miejscowość została odbita przez grupę Wojska Polskiego pod dowództwem kpt. Piotra Mienickiego. Polacy zmusili bolszewicki garnizon do wycofania się na wschód, wzięli do niewoli 80 żołnierzy i zdobyli 2 karabiny maszynowe. Datę tę przyjmuje się jako początek wojny polsko-bolszewickiej.

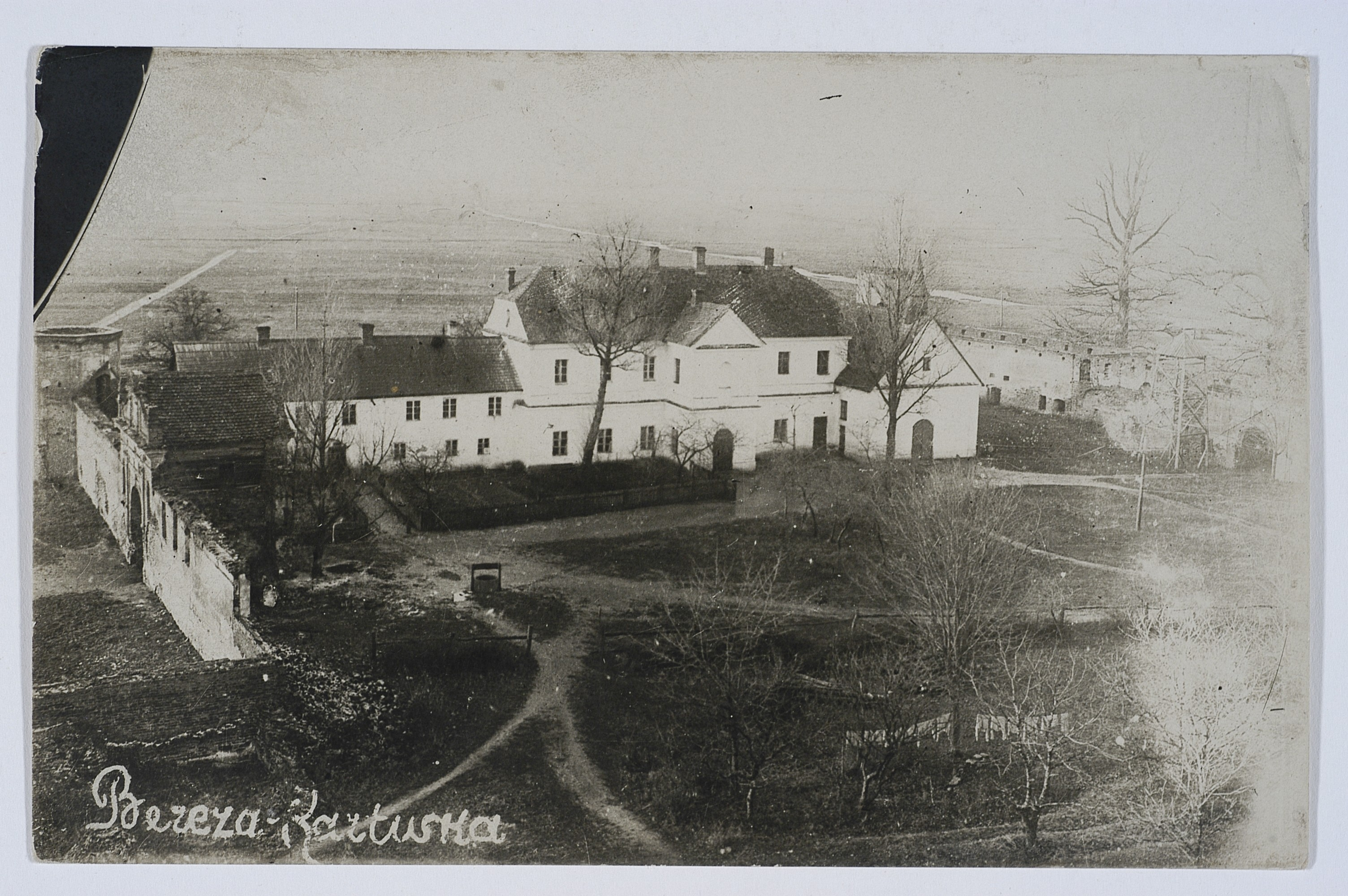
Dawny klasztor kartuzów za czasów II RP

Przed 1939 rokiem miasto znajdowało się w powiecie prużańskim w województwie poleskim. Burmistrzem miasta był Jan Downar (w 1945 roku pierwszy starosta powiatu kętrzyńskiego). W Berezie był jeden kościół katolicki i jedna cerkiew. Miasto było siedzibą wiejskiej gminy Bereza Kartuska (do 1932 roku). 1 kwietnia 1939 roku do miasta włączono wieś Nowosiółki z gminy Sielec.
W latach 1934–1939 w Berezie Kartuskiej funkcjonował obóz zwany Miejscem Odosobnienia w Berezie Kartuskiej, przeznaczony głównie dla więźniów politycznych będących przeciwnikami rządów sanacyjnych. Przetrzymywano w nim m.in. działaczy endeckich, komunistycznych, ludowych i socjalistycznych oraz nacjonalistów ukraińskich.

## II wojna światowa
Po agresji ZSRR na Polskę, Bereza znalazła się pod okupacją sowiecką. Zdelegalizowano wszystkie partie polityczne i organizacje społeczne, zamknięto wszelkie niezależne instytucje. Znacjonalizowano handel i rzemiosło, co szczególnie dotkliwie odczuli Żydzi.
W czerwcu 1941 roku miasto zajęli Niemcy. W lipcu 1942 roku okupanci utworzyli getto. Żydów podzielono na dwie grupy, „produkcyjnych” i „nieprodukcyjnych”. Tę drugą grupę 15 lipca 1942 roku Niemcy wymordowali we wsi Bronna Góra. W październiku 1942 roku została przeprowadzona przez Niemców akcja likwidacji getta. Część członków Judenratu popełniło zbiorowe samobójstwo.

### Białoruś
12 września 1995 roku podczas 39 zawodów Pucharu Gordona Bennetta po przekroczeniu granicy polsko-białoruskiej został zestrzelony balon reprezentacji Wysp Dziewiczych Stanów Zjednoczonych. Według oficjalnych informacji balon został uznany za bezzałogową sondę meteorologiczną. Z powodu naruszenia przestrzeni powietrznej oraz braku kontaktu ze sportowcami generał Walery Kostenko wydał rozkaz zestrzelenia obiektu. W okolicy miejscowości Bereza na wysokości 2000 metrów załoga śmigłowca Mi-24 wykonała zadanie. Alan Fraenckel oraz John Stuart-Jervis zginęli na skutek upadku z dużej wysokości. Według jednej z hipotez zawodnicy nie nawiązali kontaktu z obroną powietrzną Białorusi ze względu na utratę przytomności pod wpływem niedoboru tlenu.

## Demografia
Liczba mieszkańców:
- 1 stycznia 1878 – 2507 osób, w tym 1386 kobiet (w liczbie ogólnej 1113 Żydów)
- przed 1939 – 3986 osób.

## Transport
W mieście znajduje się przystanek kolejowy Bereza Miasto.

## Ludzie związani z Berezą
- Janusz Cywiński – polski aktor,
- Ksienija Koçyiğit – azerska siatkarka białoruskiego pochodzenia,
- Kadie Mołodowska – amerykańska poetka i powieściopisarka żydowskiego pochodzenia,
- Mirosław Mossakowski – polski lekarz neurolog i neuropatolog, prezes Polskiej Akademii Nauk,
- Gieorgij Stacewicz – radziecki działacz partyjny.

## Galeria

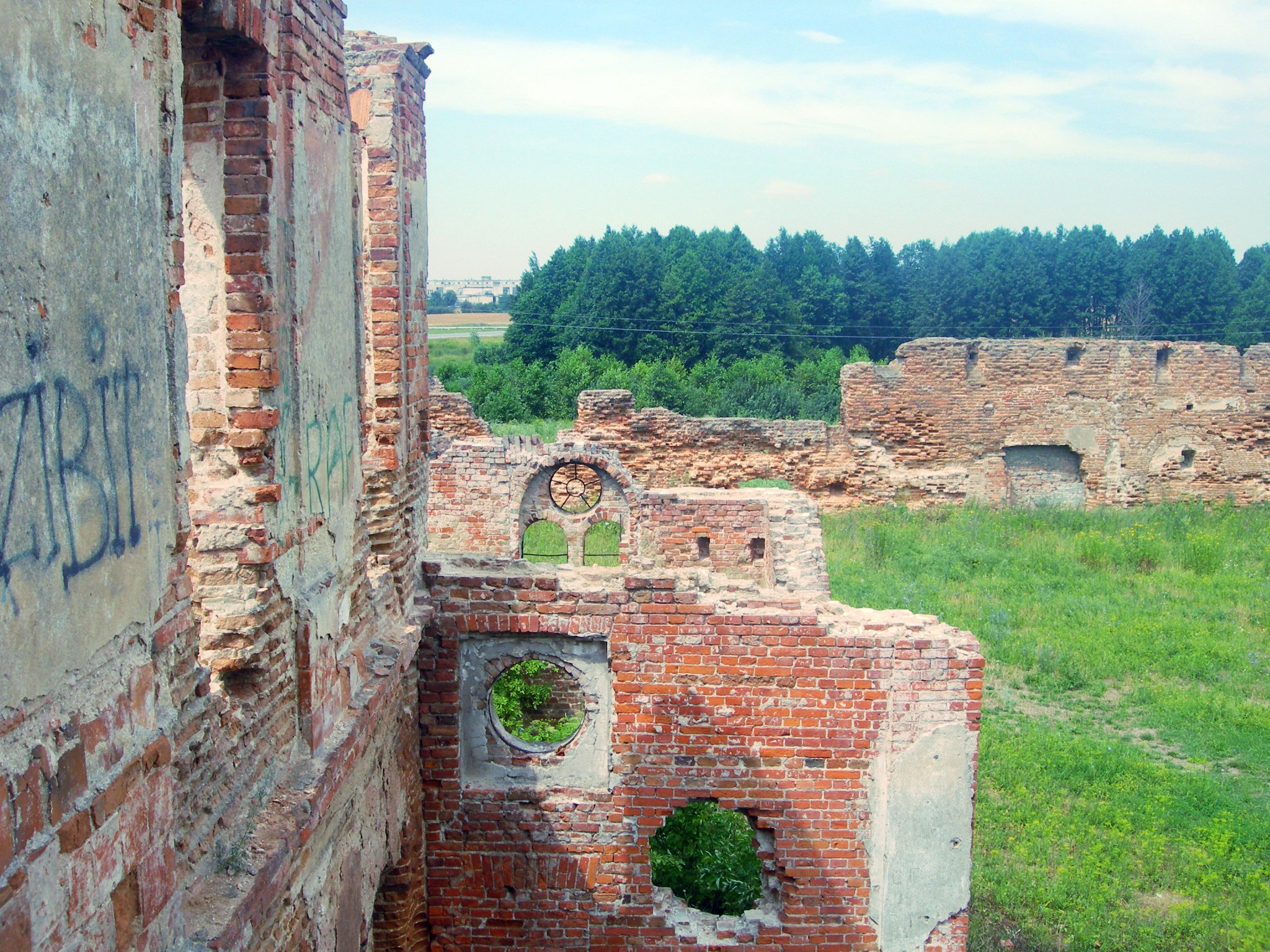
Ruiny klasztoru
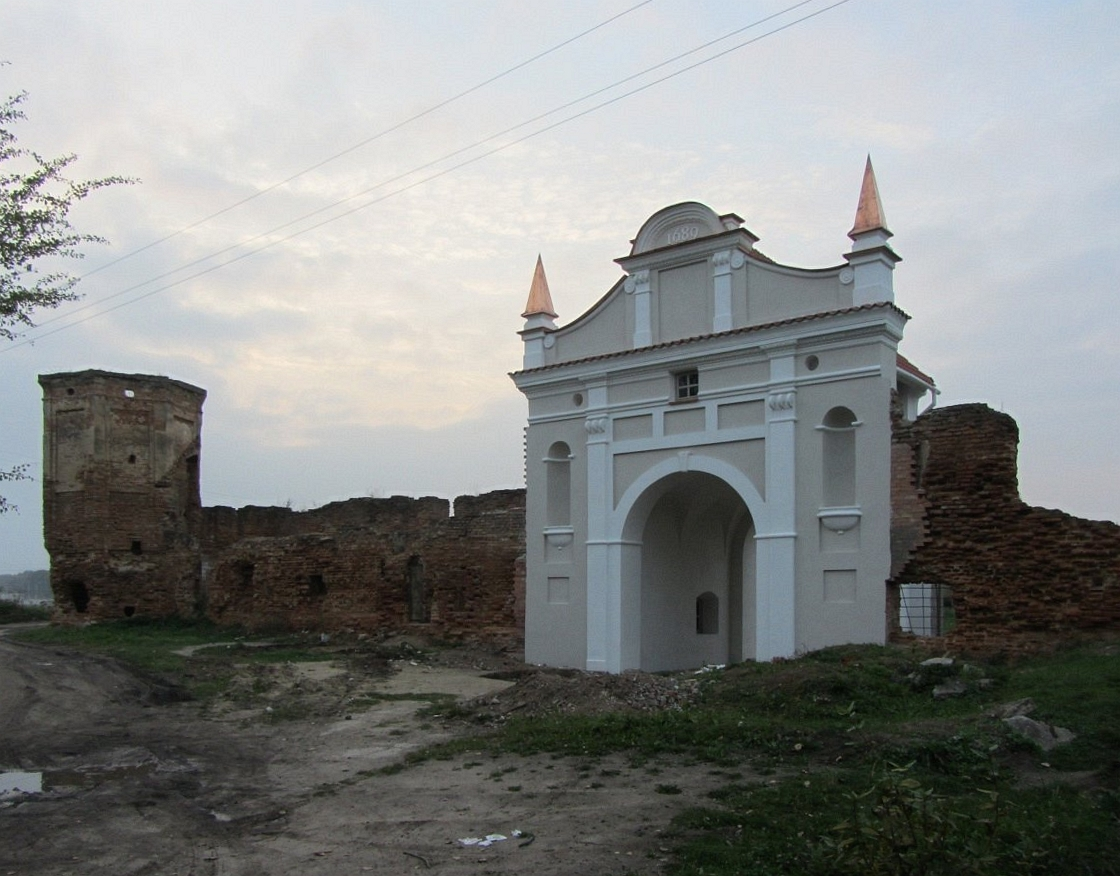
Zachowana brama klasztorna
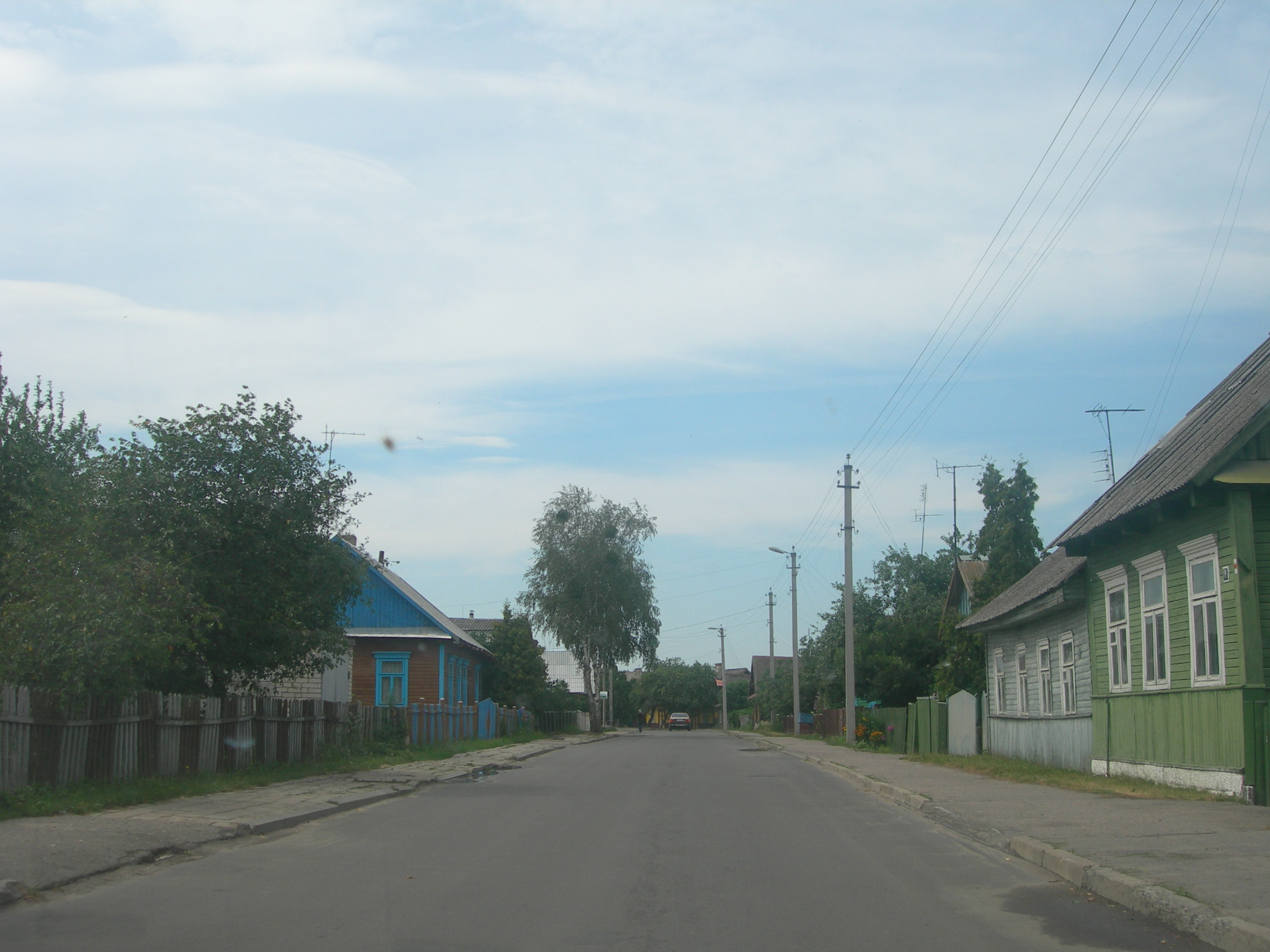
Stara część miasta
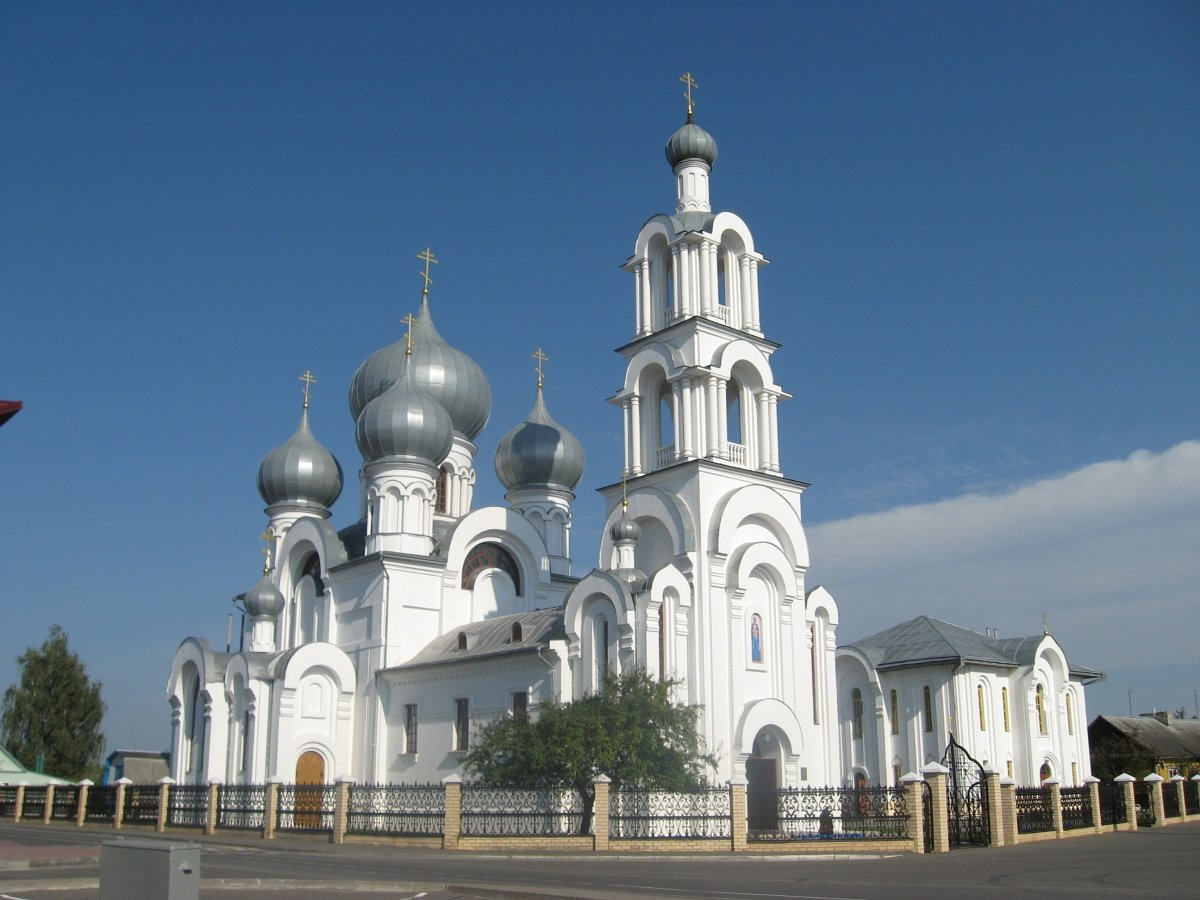
Cerkiew św. Piotra i św. Pawła
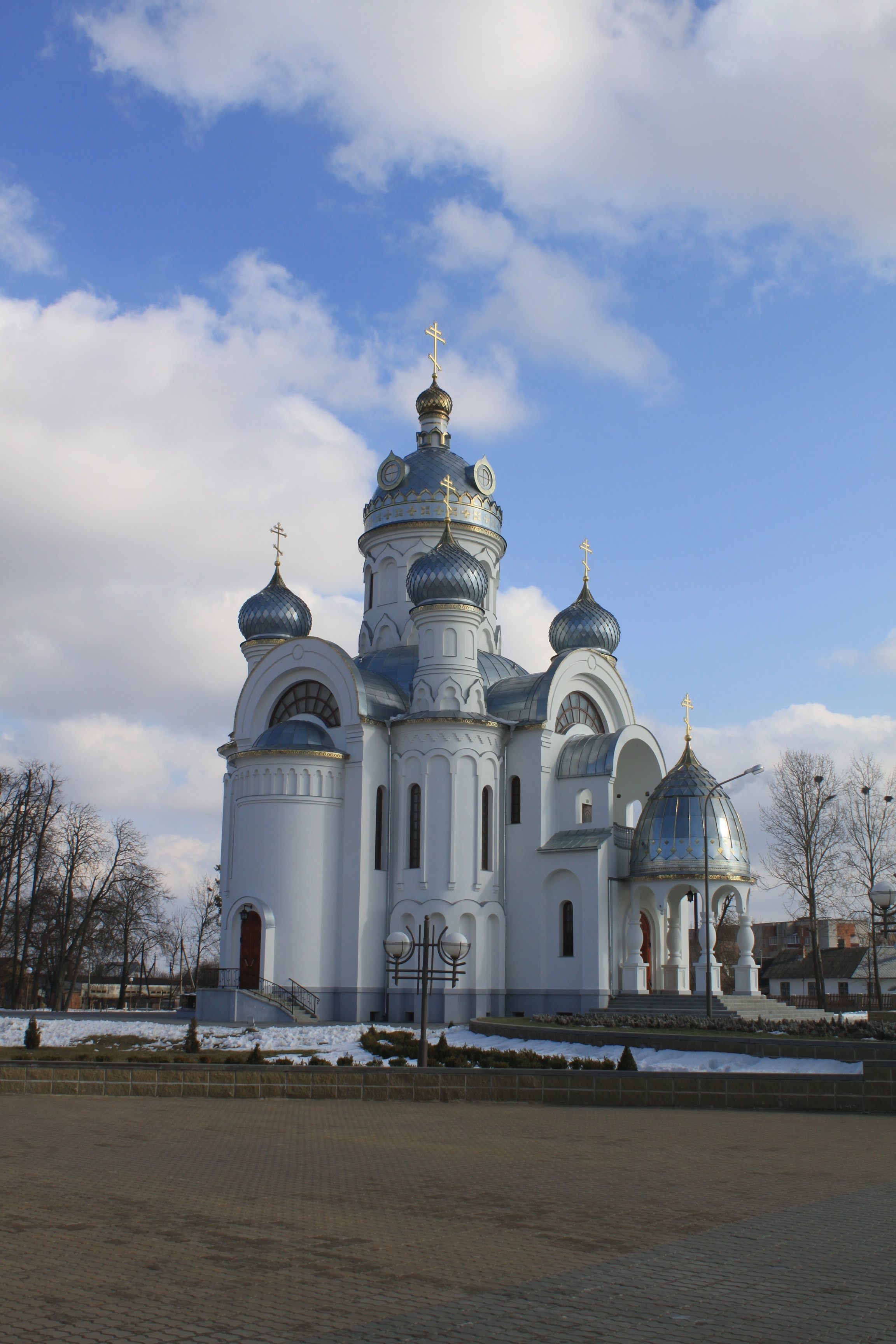
Cerkiew św. Michała Archanioła
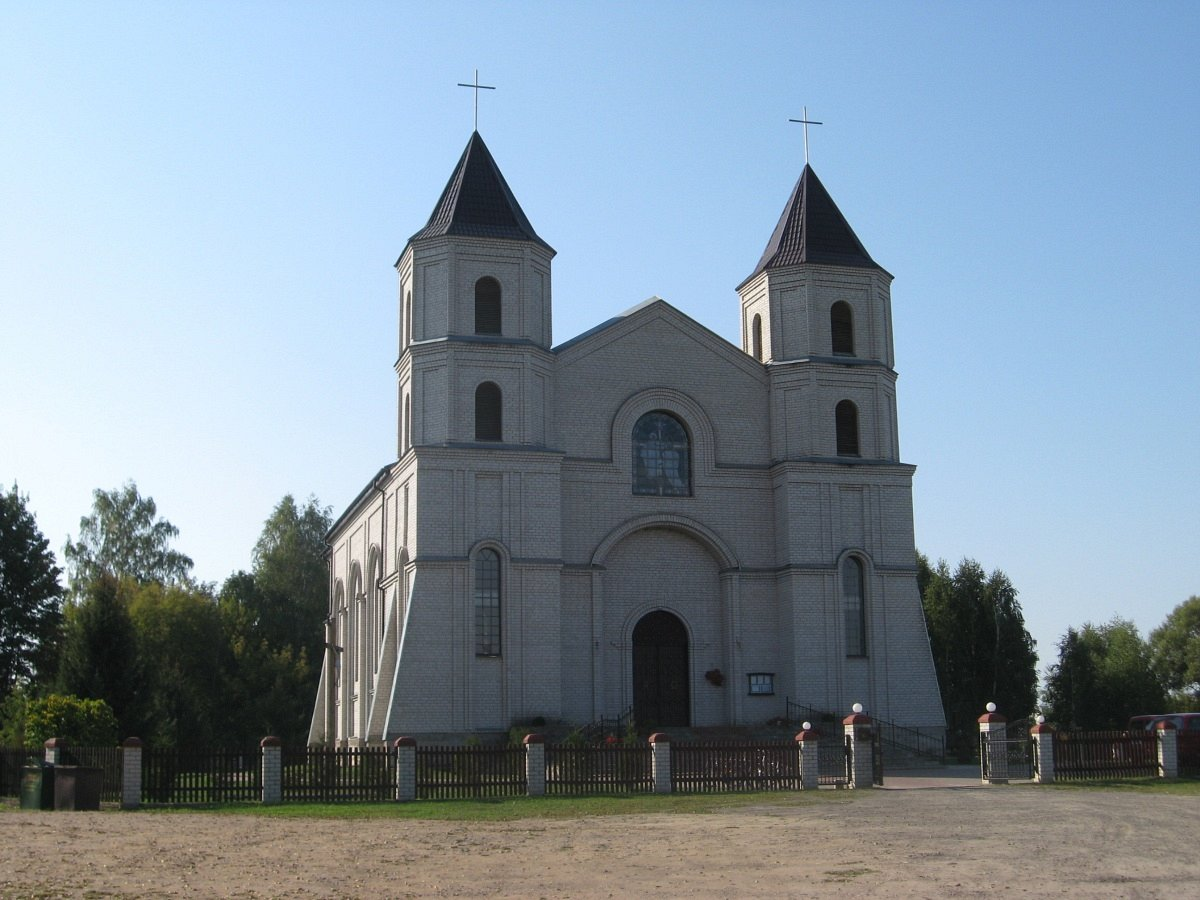
Kościół św. Trójcy
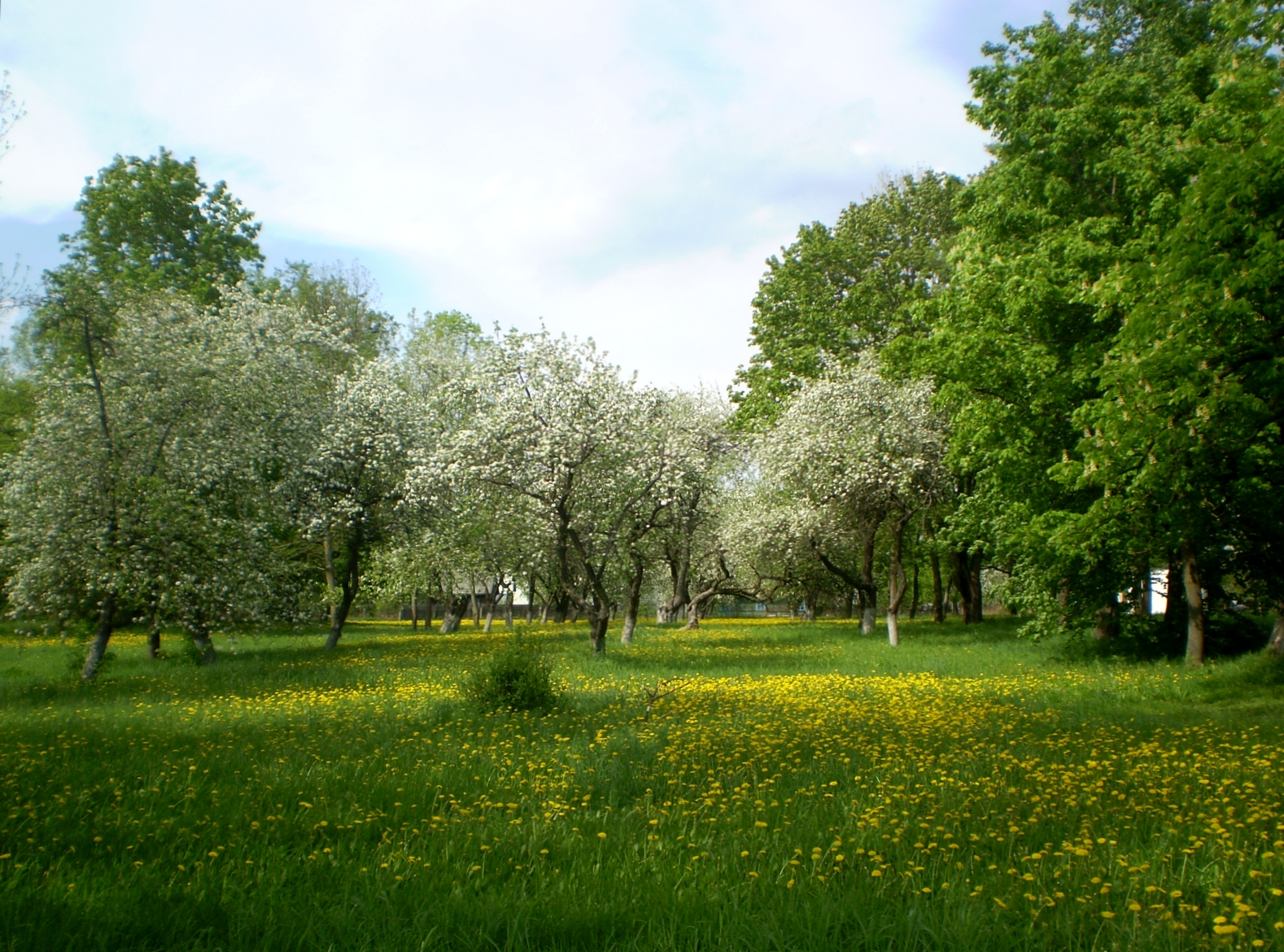
Park miejski
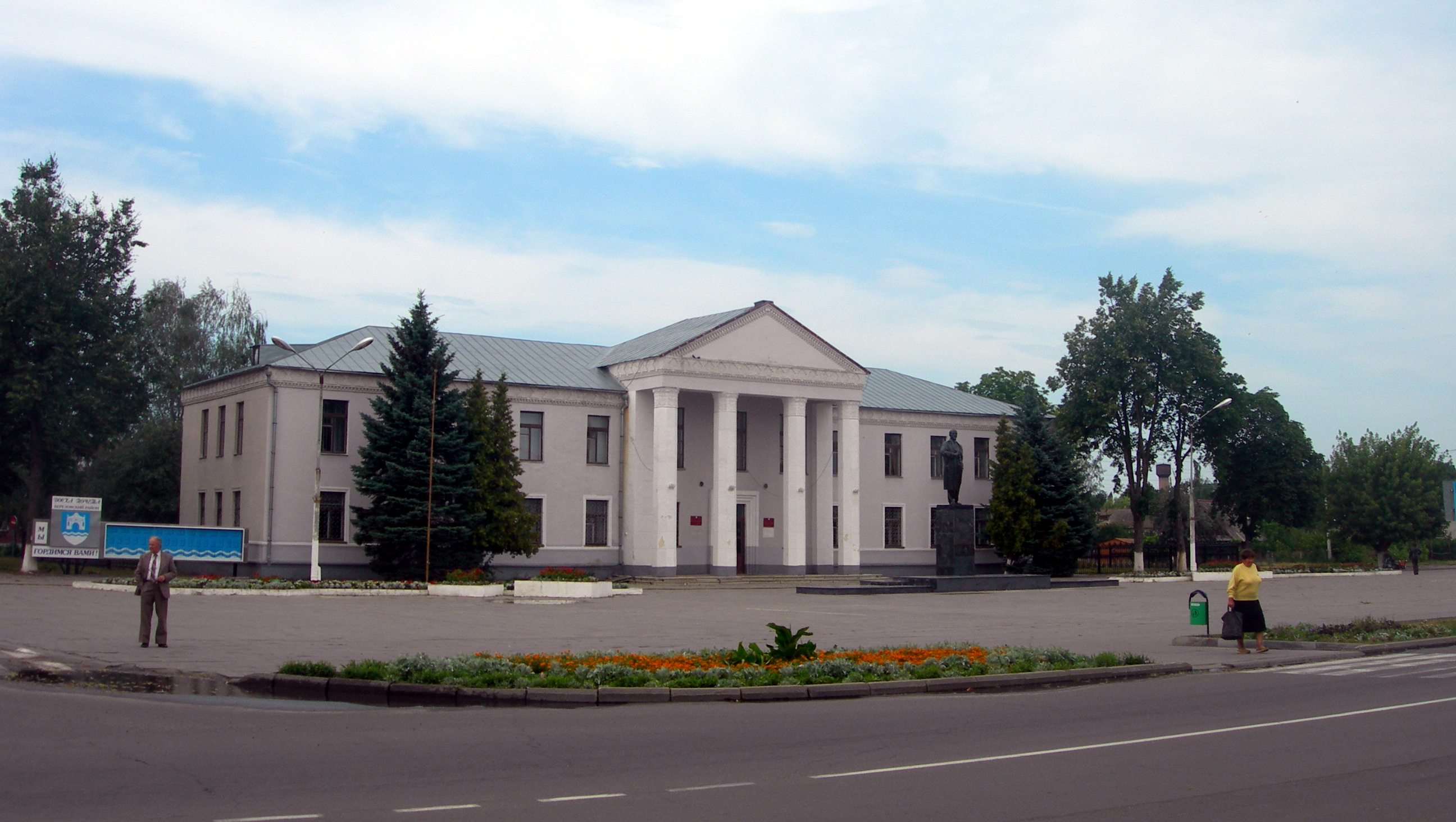
Ratusz
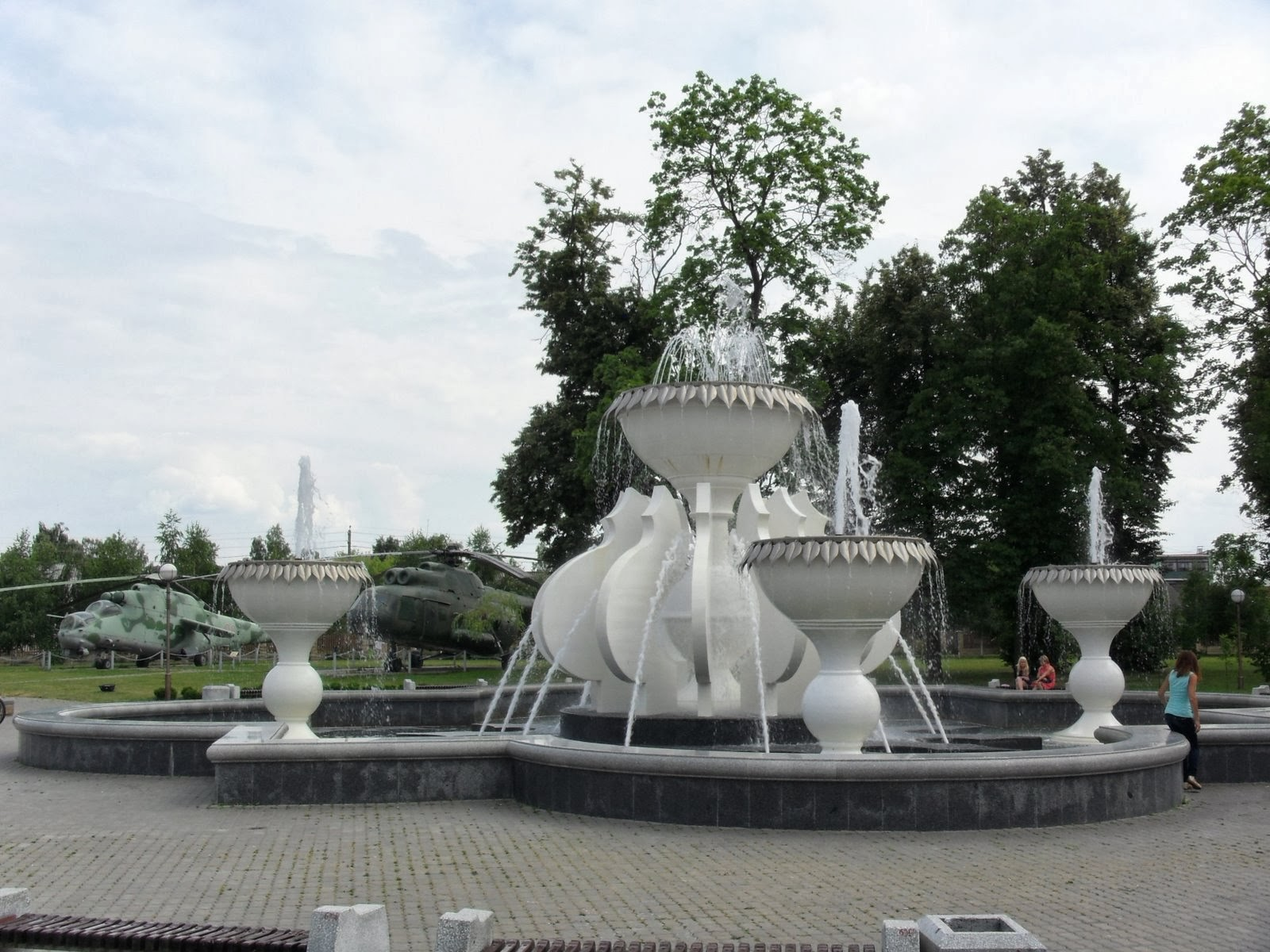
Fontanna
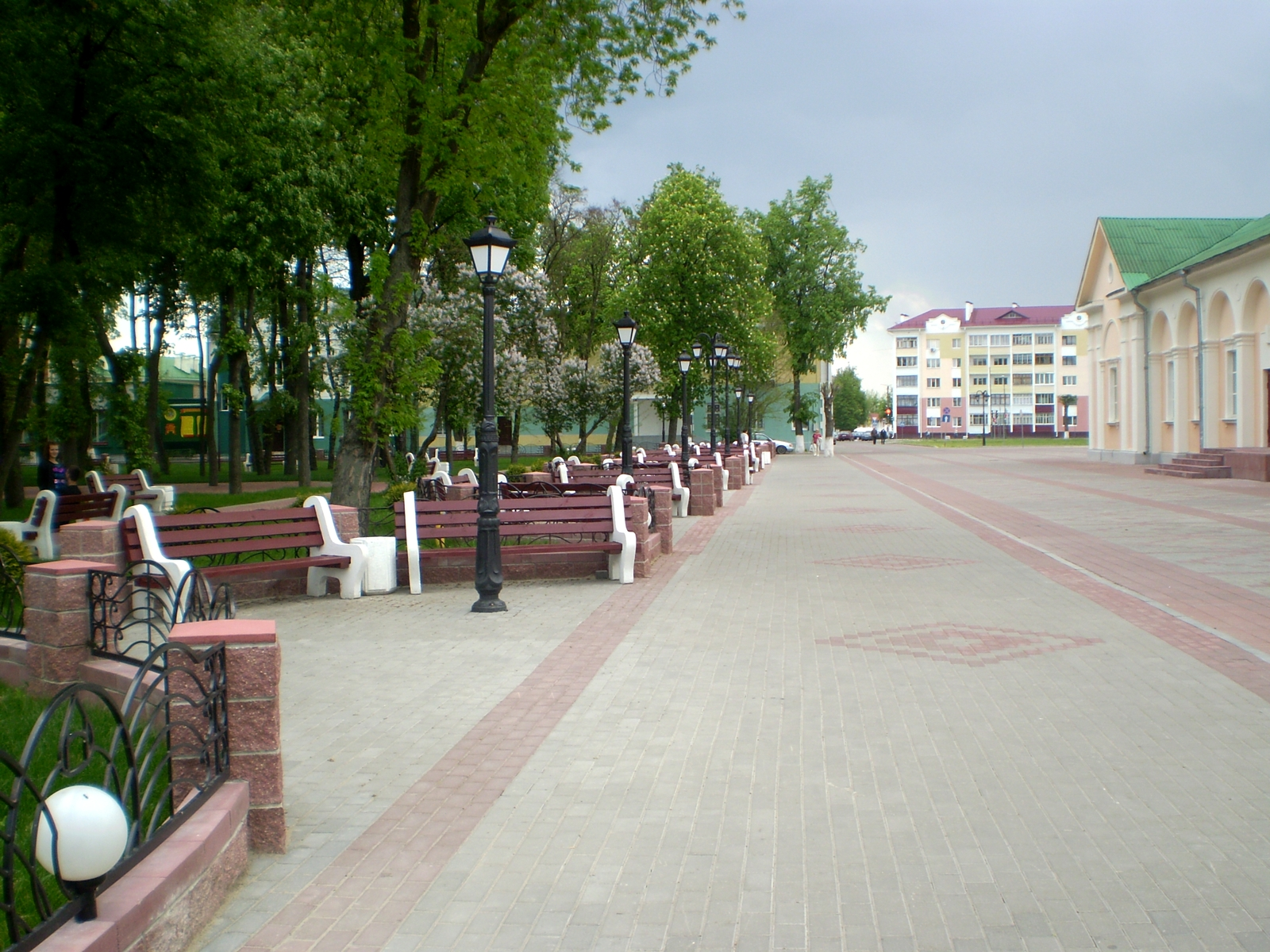
Deptak
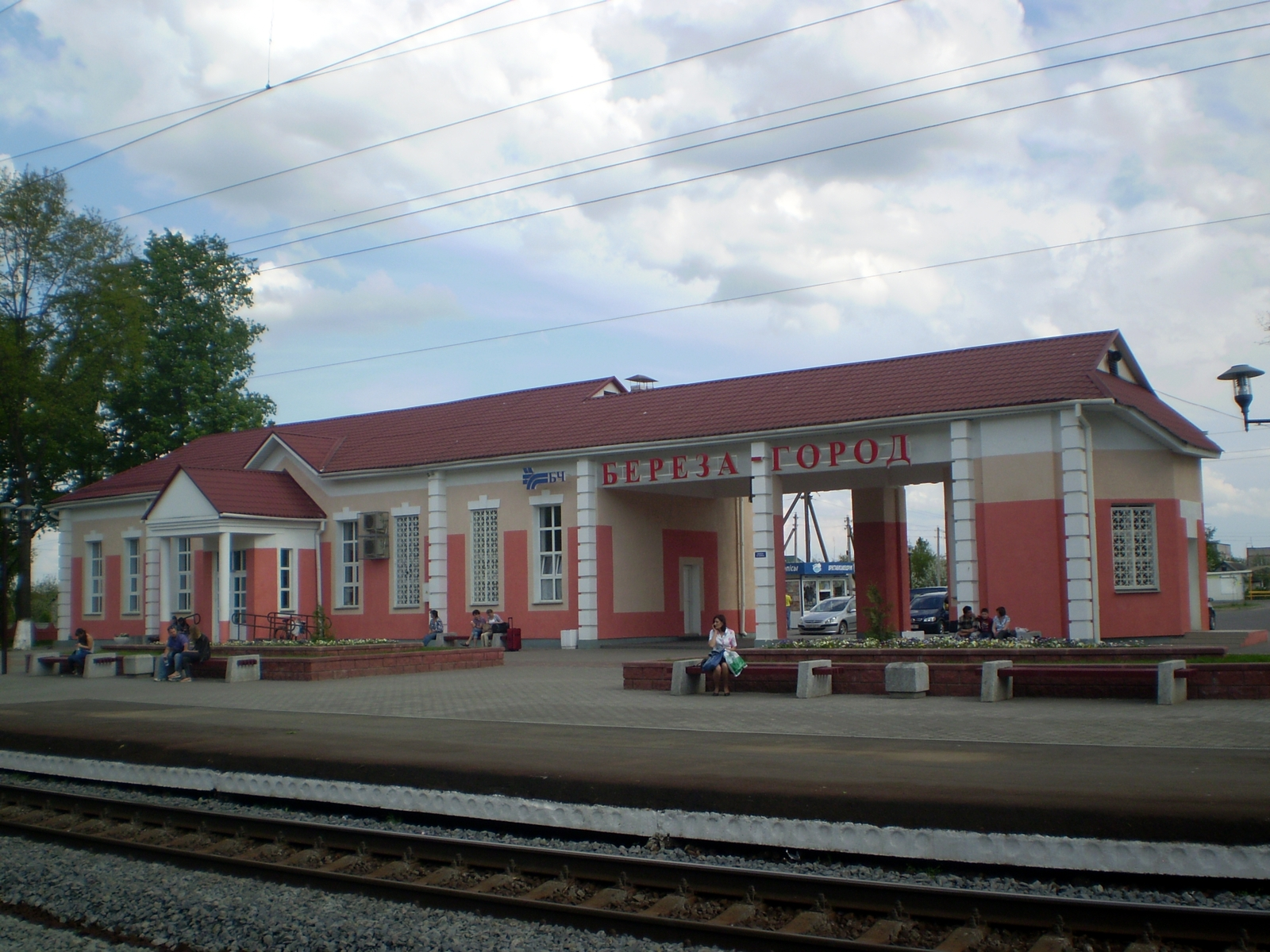
Przystanek kolejowy Bereza Miasto
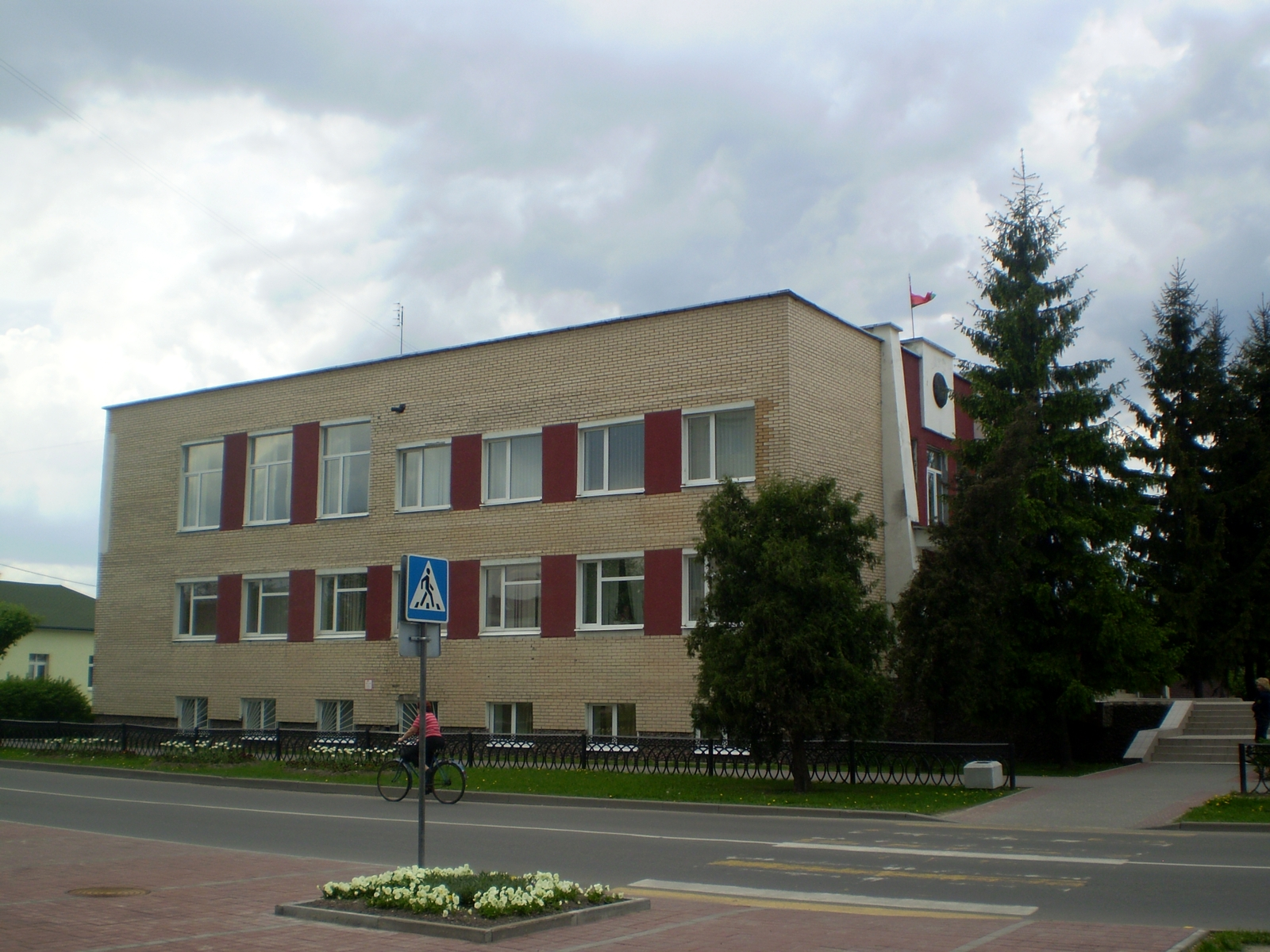
Budynek prokuratury i sądu